# Webcast

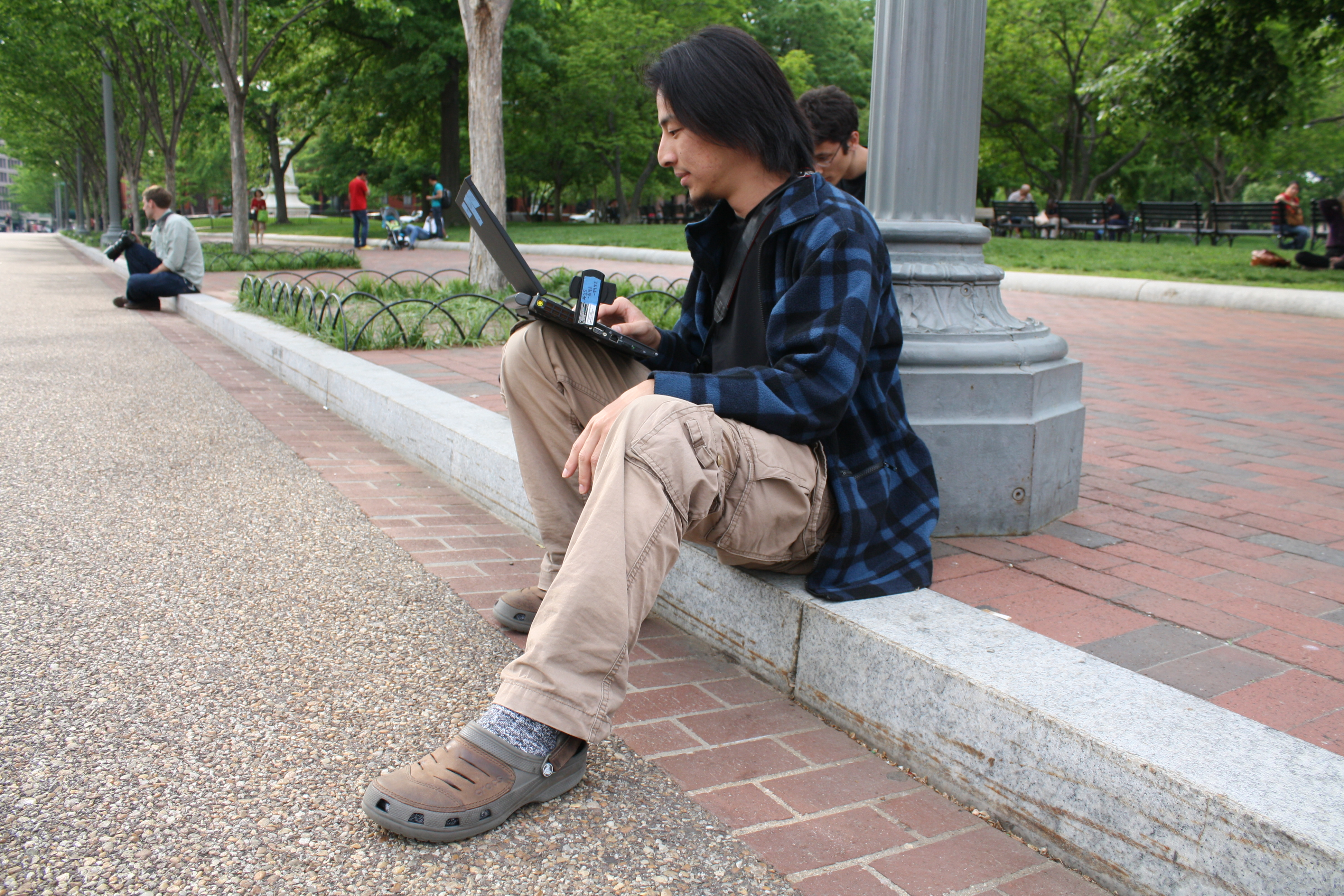
Webcast

Webcast là một hình thức trình chiếu truyền thông qua Internet bằng cách sử dụng công nghệ truyền phát trực tuyến (streaming media) để phân phối một nguồn nội dung cho nhiều người nghe / người xem đồng thời. Một webcast có thể được phân phối trực tiếp hoặc theo yêu cầu. Về cơ bản, webcasting là "phát sóng" (broadcasting) qua Internet.
Với sự phát triển của Thương mại di động (m – commerce), các hoạt động như giao dịch (ví dụ: ngân hàng, thanh toán, mua sắm, đặt chỗ du lịch), truyền tin (ví dụ: thể thao, thời tiết và bản đồ), ưu đãi và giải trí (ví dụ: chơi game, âm nhạc, nhắn tin, phương tiện truyền thông xã hội) đều diễn ra trên thiết bị di động. Chính vì vậy, các nền tảng ứng dụng Webcast hiện nay không chỉ được thiết kế để có thể sử dụng trên PC, laptop,... mà còn tương thích trên các thiết bị di động.

## Tổng quan
Webcast là phần mềm truyền thông dùng để phân phối nội dung truyền thông (âm thanh, hình ảnh, webcam – camera – handycam – đầu băng đĩa – tivi – điện thoại – màn hình máy tính,..) lên internet tại một hoặc nhiều điểm cầu khác nhau; cùng một thời điểm, các điểm cầu khác có thể nghe/xem được cùng một lúc.

## Lịch sử
Các chương trình phát sóng web định hướng đồ họa sớm nhất không phát trực tuyến video, nhưng thực tế vẫn là các khung hình được chụp bằng máy ảnh web cứ sau vài phút khi chúng được phát trực tiếp qua Internet. Cách mạng kĩ thuật số diễn ra giúp webcasting ngày càng phát triển. Một trong những trường hợp đầu tiên phát sóng hình ảnh trực tiếp liên tiếp là vào năm 1991 khi một máy ảnh được thiết lập bên cạnh Phòng Trojan trong phòng thí nghiệm máy tính của Đại học Cambridge. Nó cung cấp một hình ảnh trực tiếp cứ sau vài phút của bình cà phê văn phòng cho tất cả các máy tính để bàn trên mạng của văn phòng đó. Một vài năm sau, các chương trình phát sóng của nó đã được phát lên Internet, được biết đến với cái tên Trojan Room Coffee Pot và nổi tiếng quốc tế như là một tính năng của World Wide Web còn non trẻ.
Sau năm 1996, một sinh viên đại học và nghệ sĩ khái niệm người Mỹ, Jenny Ringley, đã thiết lập một máy ảnh web tương tự như webcam của Trojan Room Coffee Pot trong phòng ký túc xá của cô. Webcam đó đã chụp ảnh cô ấy cứ sau vài phút trong khi nó phát những hình ảnh đó trực tiếp qua Internet trên một trang web có tên JenniCam. Ringley muốn mô tả tất cả các khía cạnh trong lối sống của cô ấy và máy ảnh đã chụp cô ấy làm hầu hết mọi thứ - đánh răng, giặt giũ và thậm chí là quan hệ tình dục với bạn trai. Trang web của cô đã tạo ra hàng triệu lượt truy cập trên Internet, trở thành một trang web trả tiền vào năm 1998 và tạo ra hàng trăm người bắt chước, những người sau đó sẽ sử dụng video phát trực tuyến để tạo ra một ngành công nghiệp tỷ đô mới gọi là camming nhờ sự hội tụ công nghệ, và tự quảng cáo là mô hình webcam hoặc mô hình webcam.
Một trong những webcast sớm nhất tương đương với một buổi hòa nhạc trực tuyến và một trong những ví dụ sớm nhất về việc phát trực tuyến là của Tập đoàn Webcasting của Apple Computer hợp tác với các doanh nhân Michael Dorf và Andrew Rasiej. Cùng với David B. Pakman từ Apple, họ đã phát động Liên hoan âm nhạc Macintosh New York từ ngày 17 tháng 7 năm22. 1995. Sự kiện này là buổi hòa nhạc webcast âm thanh từ hơn 15 câu lạc bộ tại thành phố New York. Apple sau đó đã phát trực tuyến một buổi hòa nhạc của Metallica vào ngày 10 tháng 6 năm 1996 từ Slim's ở San Francisco.
Năm 1995, Benford E. Standley đã sản xuất một trong những webcast âm thanh / video đầu tiên trong lịch sử.
Vào ngày 31 tháng 10 năm 1996, ban nhạc rock Caduseus của Anh đã phát sóng buổi hòa nhạc kéo dài một giờ của họ từ 11 giờ đêm đến 12 giờ đêm (UT) tại Celtica ở Machynlleth, Wales, Vương quốc Anh - âm thanh phát trực tiếp đầu tiên và phát đa hướng video trực tiếp đồng thời - trên toàn cầu hơn hai mươi "tấm gương" trực tiếp tại hơn hai mươi quốc gia.
Vào tháng 9 năm 1997, Truyền hình Công cộng Nebraska bắt đầu phát sóng Big Red Wrap Up từ Lincoln, Nebraska, kết hợp những điểm nổi bật từ mỗi trận bóng đá Cornhusker, đưa tin về các cuộc họp báo hàng tuần của các huấn luyện viên, phân tích với các nhà thể thao Nebraska, xuất hiện bởi những vị khách đặc biệt và câu hỏi và câu trả lời với người xem.
Vào ngày 13 tháng 8 năm 1998, đám cưới trên webcast đầu tiên diễn ra, của Alan K'necht và Carrie Silverman ở Toronto Canada.  Vào ngày 22 tháng 10 năm 1998, Billy Graham Crusade đầu tiên được truyền hình trực tiếp tới khán giả toàn cầu từ Sân vận động Raymond James ở Tampa Florida với sự cho phép của Dale Ficken và WebcastCenter ở Pennsylvania. Tín hiệu trực tiếp được phát qua vệ tinh tới PA, sau đó được mã hóa và truyền phát qua trang web BGEA. Đám cưới truyền hình trực tuyến / webcast đầu tiên cho đến nay được cho là xảy ra vào ngày 31 tháng 12 năm 1998. Dale Ficken và Lorrie Scarangella đã cưới vào ngày này khi họ đứng trong một nhà thờ ở Pennsylvania, và được cưới bởi Jerry Falwell khi anh ta ngồi trong văn phòng của mình ở Lynchburg, Virginia. Hầu như tất cả các đài truyền hình lớn hiện có một webcast về sản phẩm của họ, từ BBC đến CNN đến Al Jazeera đến UNTV trên truyền hình đến Đài phát thanh Trung Quốc, Đài phát thanh Vatican,  Đài phát thanh Liên Hợp Quốc và Dịch vụ Thế giới trong đài phát thanh. Vào ngày 4 tháng 11 năm 1994, Stef van der Ziel đã phân phát những hình ảnh video trực tiếp đầu tiên trên web từ địa điểm Simplon ở Groningen.  Vào ngày 7 tháng 11 năm 1994, WXYC, đài phát thanh đại học của Đại học Bắc Carolina tại Đồi Chapel trở thành đài phát thanh đầu tiên trên thế giới phát tín hiệu của nó qua internet.  Các phiên bản dịch bao gồm Subtitling hiện có thể sử dụng Ngôn ngữ tích hợp đa phương tiện được đồng bộ hóa SMIL.

## Các tính năng nổi bật của Webcast
Webcast khắc phục được các hạn chế của một kênh tivi truyền thống, khắc phục được sự cứng ngắc trong livestream truyền thống, khắc phục được các nhược điểm của các hệ thống video conference, web conference, webinar hiện có trên thị trường.
Cụ thể, Webcast cho phép bạn phát và tương tác nhiều kênh cùng lúc, tương tự như điểm cầu trong truyền hình. Webcast gộp (trộn) được tất cả các kênh theo đạo diễn hình ảnh và kịch bản chương trình. Ngoài ra, webcast cũng cho phép bạn phát live camera và slide cùng lúc hoặc gộp (trộn) lại trên cùng một màn hình. Điều đặc biệt là webcast cho phép người sử dụng chọn ngôn ngữ (xem – nghe), chat và live votting. Bạn có thể chọn theo Tiếng Việt, nếu bạn muốn nghe diễn giả thuyết trình Tiếng Việt; Bạn có thể chọn Tiếng Anh, nếu muốn nghe diễn giả thuyết trình Tiếng Anh; Bạn cũng có thể nghe Tiếng Hoa hoặc Tiếng Nga,... tùy theo sự lựa chọn của bạn và sự kiện đó diễn ra.
Không như cách phát livestream của mạng xã hội, bạn có thể bảo mật toàn bộ nội dung phát webcast (bản quyền của diễn giả hoặc sự kiện) cũng như dữ liệu cá nhân. Bạn chủ động trong việc lựa chọn đối tượng người xem – nghe trực tiếp, lựa chọn chính xác đối tượng của sự kiện, tránh được các thảo luận lan man ngoài chủ đề chính của sự kiện.

## Phần mềm máy chủ Webcast
Adobe Flash Media Server
Amazon S3 & Amazon Cloudfront
haXeVideo
RealNetworks' Helix Universal Server
Red5 Media Server
Erlyvideo
Unreal Media Server
Wowza Streaming Engine
WebORB Integration Server
FreeSWITCH
Nginx with RTMP Module
TalkViewer (Viet Nam)

## Webcasting trên các mạng xã hội
Gần đây, nền kinh tế chia sẻ đã tạo điều kiện cho những người tham gia tạo ra các mạng xã hội mới mà họ có thể phụ thuộc và cung cấp cơ hội tương tác với những người khác nhau. Các dịch vụ mạng xã hội được sử dụng cho nhiều mục đích của các ngành công nghiệp khác nhau. Một số người trong số họ sử dụng nó để quảng bá sản phẩm / dịch vụ; trong khi những người khác sử dụng nó để ra mắt thương hiệu hoặc cung cấp các bản giới thiệu sản phẩm. Webcast được biết đến như là một trong những hình thức truyền tải nội dung mạnh trên nền tảng social media cũng như trong các cộng đồng trực tuyến. Từ đó, webcast giúp phát triển ngành tiếp thị nội dung và tiếp thị kỹ thuật số.

### BIGO Live
Bigo Live là một nền tảng phát trực tiếp, nơi người dùng có thể chia sẻ những khoảnh khắc trực tiếp với người theo dõi. Nó được gắn liền với công ty có trụ sở tại Singapore có tên BIGO.  Người xem có thể hỗ trợ các đài truyền hình yêu thích của họ bằng quà tặng trong ứng dụng. Nó được ra mắt tại Singapore  vào tháng 3 năm 2016,  áp dụng các tính năng AI để cung cấp dịch vụ phát trực tiếp.

### Facebook
Facebook là một trong những nền tảng truyền thông xã hội lớn nhất hiện nay và họ là một trong những nền tảng truyền thông xã hội đầu tiên nhảy lên băng thông video trực tiếp với Facebook Live, một dịch vụ phát trực tiếp tích hợp trong Facebook.
Với sự hiện diện của rất nhiều dịch vụ phát video trực tuyến facebook là đủ bằng chứng cho thấy Facebook Live khổng lồ như thế nào khi phát trực tiếp (live – streaming)
Điều khiến Facebook Live trở thành một gã khổng lồ trong thế giới phát trực tiếp là tính linh hoạt và tích hợp được cung cấp bởi nó. Có rất nhiều dịch vụ phát video trực tuyến trên facebook giúp quá trình này trở nên dễ dàng và dễ tiếp cận với bất kỳ ai hiện nay. Các nhà cung cấp webcasting trên Facebook thường đưa ra các công cụ để nâng cao hơn nữa trải nghiệm phát trực tiếp của người dùng trên Facebook.
Kết hợp phát trực tuyến trên Facebook Live với các nhà cung cấp webcasting trên facebook là một trong những cách tốt nhất để phát trực tiếp trên Facebook vì điều này sẽ đảm bảo một số hạn chế của nền tảng có thể bị phá vỡ. Khi nói đến việc đưa Facebook Live stream lên trang web, các giải pháp phát video trực tiếp trên facebook một lần nữa có thể giúp trải nghiệm trở nên tùy biến và dễ dàng hơn. Điều này thuận tiện cho việc marketing mạng xã hội và cả tiếp thị liên kết.

### Instagram
Instagram đã đi một chặng đường dài kể từ khi thành lập và là một trong những ứng dụng truyền thông xã hội phổ biến nhất trên thế giới hiện nay. Instagram Live là một phần của phần câu chuyện của nền tảng cho phép người dùng trên nền tảng phát video trực tiếp tới người theo dõi và tương tác với họ thông qua nhiều tính năng tương tác. Phiên bản đã lưu của video trực tiếp lưu lại trên hồ sơ cho đến 24 giờ kể từ khi bắt đầu truyền phát.
Mặc dù Instagram Live Streaming làm tăng sự tham gia của người dùng vào nền tảng, nhưng cũng có một số hạn chế nhất định khi nói đến nền tảng phát trực tiếp và nó chắc chắn không phải là một thay thế cho dịch vụ phát trực tiếp chuyên nghiệp.

### Youtube
YouTube Live được coi là tiêu chuẩn khi phát trực tiếp. Phát trực tiếp trên youtube trực tiếp là một trong những cách lâu đời nhất để phát trực tiếp trên YouTube. Do tính chất tập trung vào video của nền tảng, video trực tiếp là một điểm nhấn tự nhiên khi họ bắt đầu thử nghiệm vào khoảng năm 2013.
Tuy nhiên, do mức độ phổ biến lớn của nó, khi phát trực tiếp web trên Youtube,  sẽ phải đối mặt với rất nhiều sự cạnh tranh vì hầu hết các bộ truyền phát trực tiếp lớn đều sử dụng YouTube để phát trực tiếp video. Nhà cung cấp dịch vụ phát trực tiếp youtube chắc chắn có thể giúp tạo ra các luồng trực tiếp chất lượng bằng các giải pháp phát video trực tuyến youtube của họ.

## Ứng dụng của Webcast trong kinh doanh
Trong kinh doanh, webcast có rất nhiều ứng dụng. các Các bộ phận sử dụng webcast bao gồm:
* Marketing: các webcast được tài trợ để tạo ra khách hàng tiềm năng thông qua các quảng cáo trực tuyến
* Truyền thông doanh nghiệp: thông báo nội bộ và bên ngoài công ty và truyền thông điều hành;
* Quản trị nhân lực: đào tạo
* Quan hệ nhà đầu tư (investor relations): các hội nghị, ngày phân tích và các cuộc gọi thu nhập video; và
* Bán hàng: đào tạo, cập nhật sản phẩm và các sáng kiến tiếp thị.

## So sánh Webcast

### Webcast vs. Webinar
| Webcast | Webinar |
| Webcast chủ yếu có video và các slide, hoặc chỉ video và dựa trên mô hình video cho người dùng. Nói cách khác, nó giống như một chương trình truyền hình (có thể trực tiếp) hơn là một cuộc họp. Các webcast lớn có thể xử lý hàng ngàn hoặc thậm chí hàng chục ngàn người xem. Vì vậy, webcast là trải nghiệm nghe nhìn nhắm vào đối tượng lớn hơn, sự đánh đổi là ít lựa chọn hơn cho người dùng cuối. | Webinar được thiết kế cho các nhóm nhỏ hơn, từ các nhóm có quy mô họp, đến các sự kiện trực tuyến có sự tham gia của hàng trăm người. Chúng thường bao gồm nhiều tùy chọn có sẵn trong các cuộc họp trực tuyến, chẳng hạn như Hỏi & Đáp, thăm dò ý kiến, bảng trắng và khả năng đánh dấu. Vì vậy, hội thảo trên web là các bài thuyết trình hoặc sự kiện đầy đủ tính năng cho vài trăm hoặc (thường) ít cá nhân hơn. |

### Webcast vs. Podcast
| Webcast | Podcast |
| - Một bài thuyết trình truyền thông được phân phối qua internet bằng cách sử dụng công nghệ truyền phát trực tuyến để phân phối một nguồn nội dung duy nhất cho nhiều người nghe hoặc người xem đồng thời. - Thời gian thực là khi có phát trực tiếp - Các tệp phát trực tiếp và người dùng có thể truy cập chúng bằng cách nhấp vào URL của trang web | - Một loạt các tập tin âm thanh hoặc video kỹ thuật số mà người dùng có thể tải xuống để xem hoặc nghe - Không phải thời gian thực vì không có phát trực tiếp - Các tệp được đặt trên web và người dùng đăng ký có thể truy cập để tải xuống |